# WNBA All-Star Game Most Valuable Player

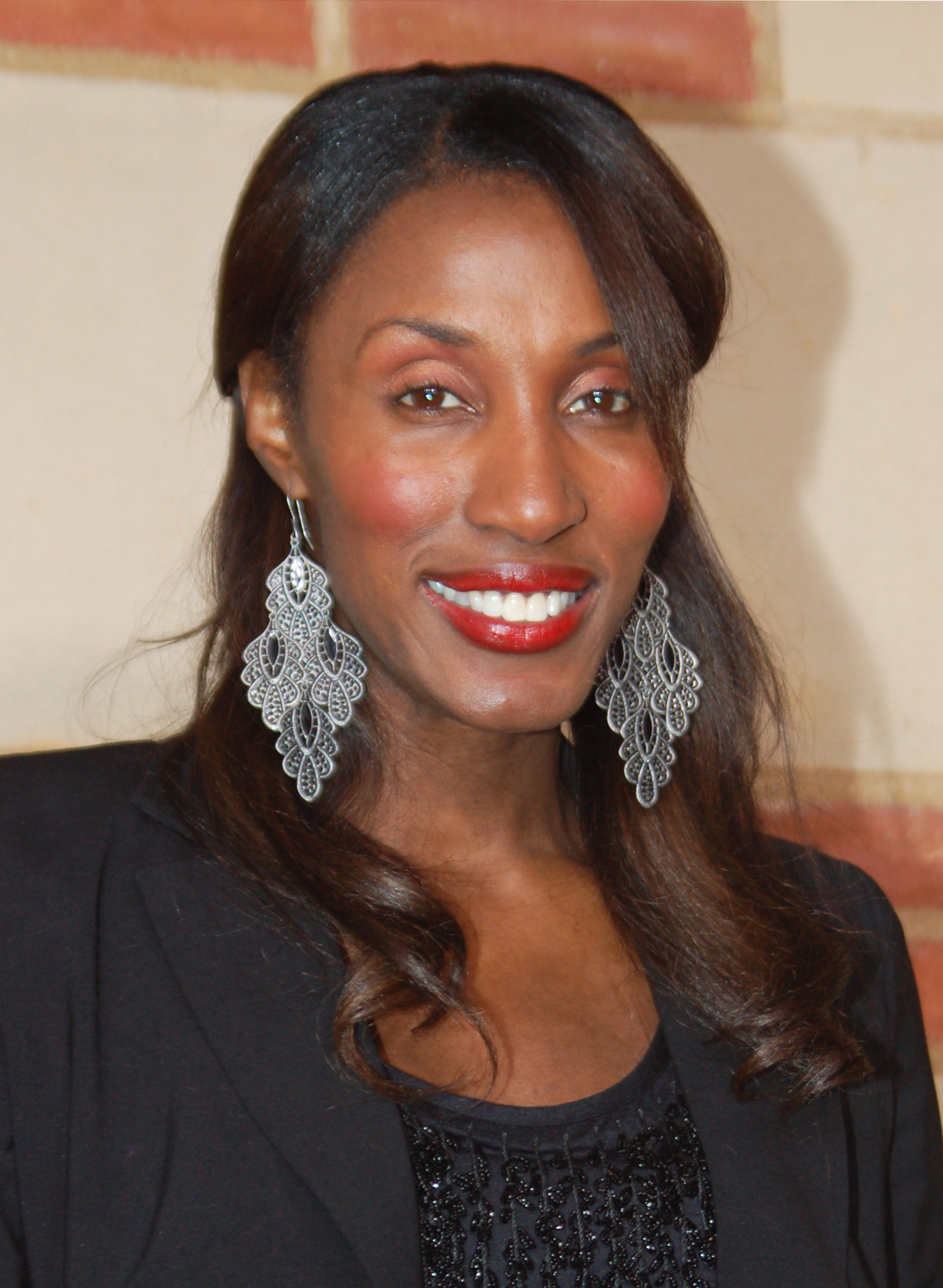
Lisa Leslie, triple MVP.

Le MVP du WNBA All-Star Game recense les joueuses élues Most Valuable Player (MVP, meilleure joueuse) de la rencontre annuelle All-Star Game organisée par la WNBA.
Cette rencontre exhibition annuelle de basket-ball féminin se tient sauf exception annuellement depuis 1999 entre les meilleures joueuses de la Conférence Est et de la Conférence Ouest de la WNBA, et depuis 2018, entre les meilleures joueuses sans distinction de conférence.
À plusieurs reprises, le All-Star Game n'est pas organisé :
- En 2004, le All-Star Game n'a pas lieu et est remplacé par une rencontre entre l'équipe nationale américaine en phase de préparation des Jeux olympiques de 2004 et une sélection WNBA dans un match appelé The Game at Radio City. Yolanda Griffith, de l'équipe nationale, est élue MVP de cette rencontre.
- En 2010, le All-Star Game n'a pas lieu et est remplacé par une rencontre entre l'équipe nationale américaine en phase de préparation des championnats du monde et une sélection WNBA dans un match appelé The Stars at the Sun. Sylvia Fowles, de l'équipe nationale, est élue MVP de cette rencontre.
- En 2008, 2012 et 2016, le All-Star Game n'est pas organisé en raison du calendrier resserré à cause des Jeux olympiques de Pékin; de Londres puis de Rio[1].

Lisa Leslie est la première joueuse à avoir remporté le trophée à trois reprises : 1999, 2001 et 2002, avant d'être imitée par Maya Moore en 2015, 2017 et 2018.
Disputé au Madison Square Garden de New York, le WNBA All-Star Game 2006 voit pour la première fois la victoire de l'Est. C'est une joueuse de cette conférence, Katie Douglas,qui est la première joueuse de l'Est récompensée du trophée de MVP.
Swin Cash (21 points et 12 rebonds) est en 2011 la première joueuse à remporter le titre de MVP bien que son équipe ait perdu la rencontre. Elle avait déjà été élue MVP en 2009 mais son équipe était alors victorieuse.
Sheryl Swoopes est nommée MVP en 2005, un an après s'être retirée temporairement du jeu pour cause de maternité.
Shoni Schimmel est la seule rookie à remporter, en 2014, le titre de MVP du WNBA All-Star Game.
Erica Wheeler, nommée en 2019, est la cinquième joueuse non draftée à participer à un All-Star Game et la seule à être récompensée du titre de meilleure joueuse.

## Palmarès

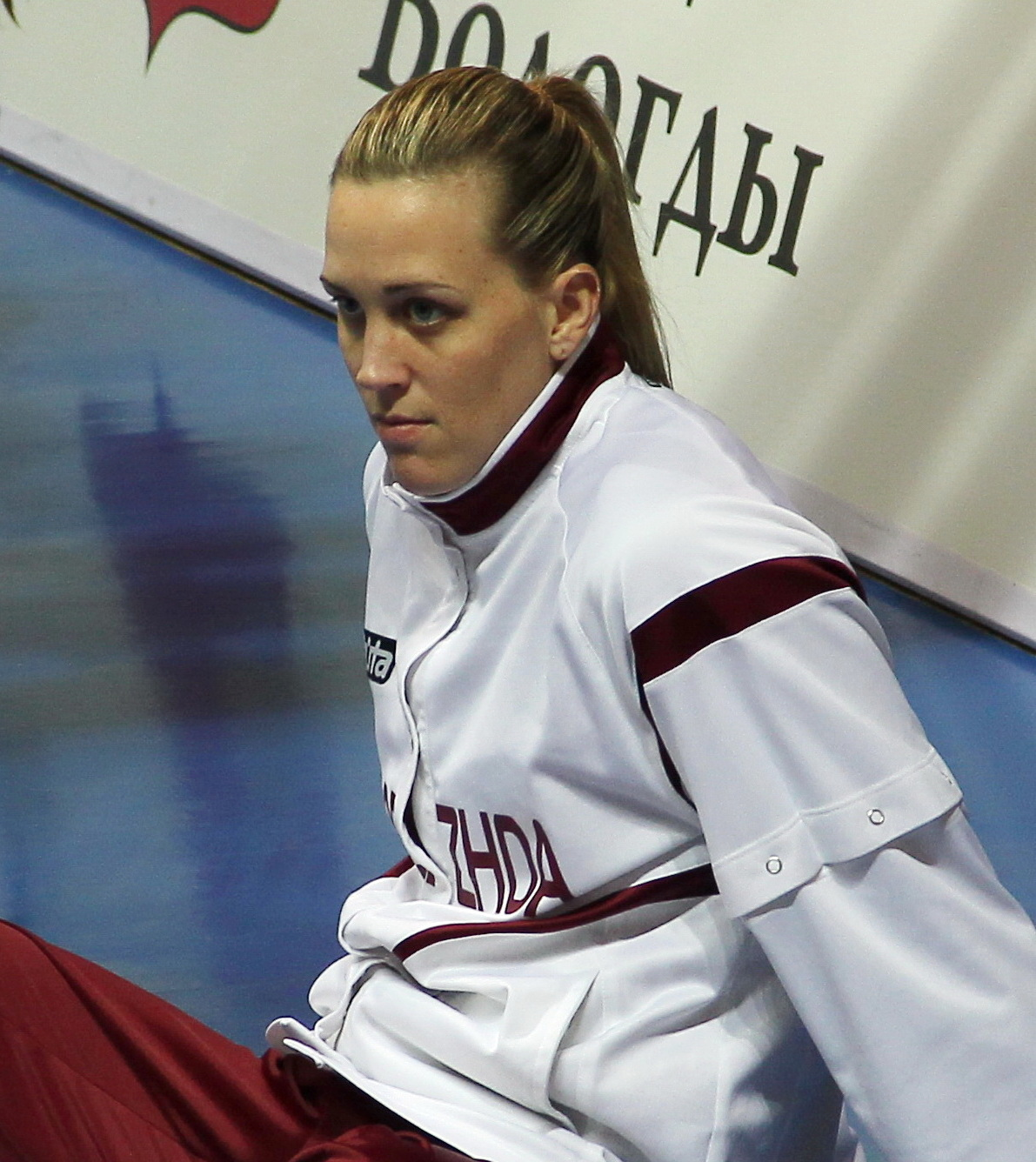
Katie Douglas, MVP 2006.

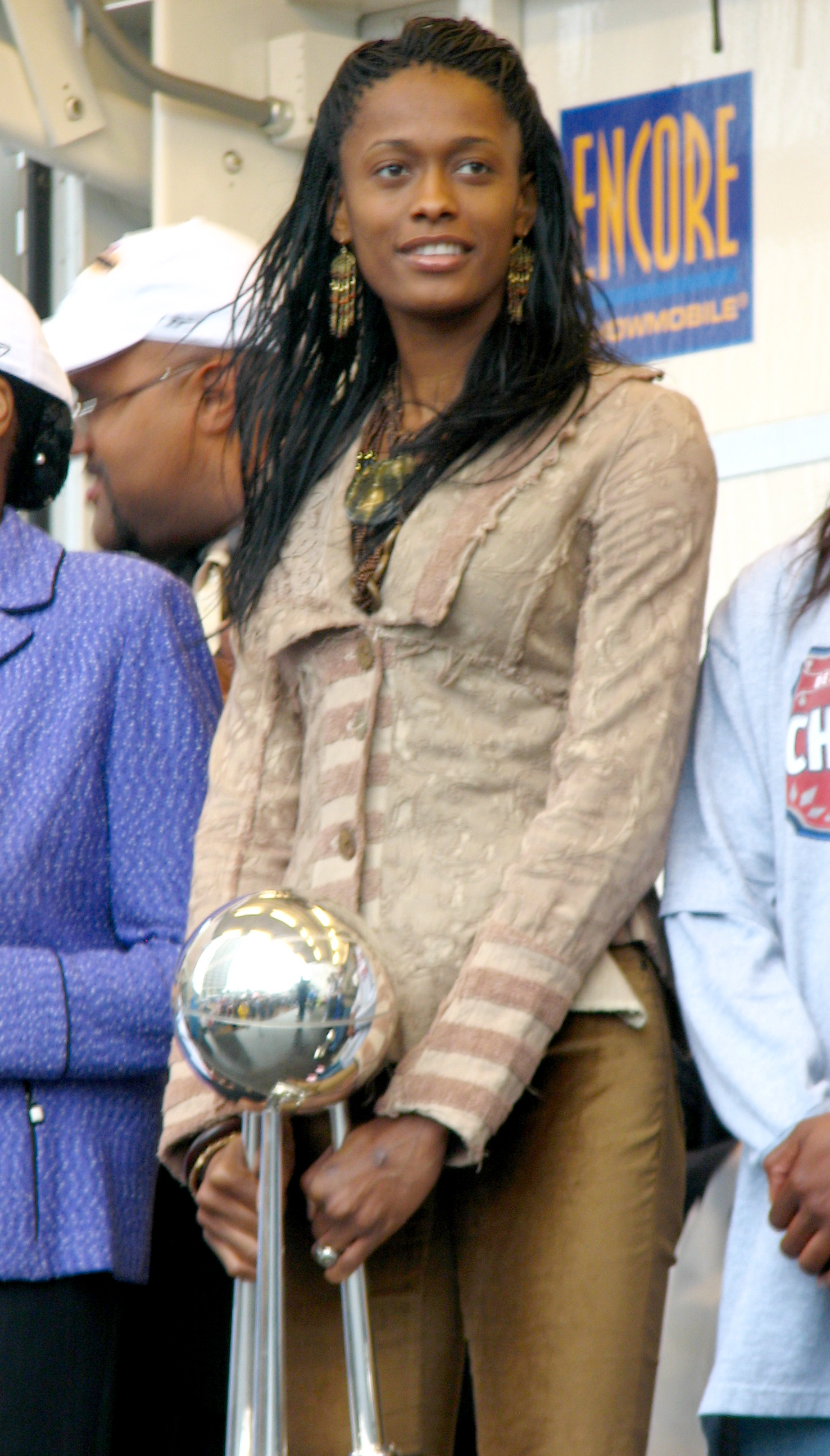
Swin Cash, double MVP.

|             | Introduit aux Basketball Hall of Fame                                               |
|             | Introduit aux Women's Basketball Hall of Fame                                       |
|             | Introduit aux Basketball Hall of Fame et aux Women's Basketball Hall of Fame        |
|             | Joueuse étant toujours en activité à la WNBA                                        |
| Joueuse (X) | Indique le nombre de fois où la joueuse avait été nommé MVP à ce moment-là          |
| Équipe (X)  | Indique le nombre de fois qu'une joueuse de cette équipe avait gagné à ce moment-là |

| Saison | Joueuse                                                    | Position                                                   | Équipe                                                     |                                                            |
| ------ | ---------------------------------------------------------- | ---------------------------------------------------------- | ---------------------------------------------------------- | ---------------------------------------------------------- |
| 1999   | Lisa Leslie                                                | Pivot                                                      | Sparks de Los Angeles                                      |                                                            |
| 2000   | Tina Thompson                                              | Ailière                                                    | Comets de Houston                                          |                                                            |
| 2001   | Lisa Leslie (2)                                            | Pivot                                                      | Sparks de Los Angeles (2)                                  |                                                            |
| 2002   | Lisa Leslie (3)                                            | Pivot                                                      | Sparks de Los Angeles (3)                                  |                                                            |
| 2003   | Nikki Teasley                                              | Meneuse                                                    | Sparks de Los Angeles (4)                                  |                                                            |
| 2004   | The Game at Radio City                                     | The Game at Radio City                                     | The Game at Radio City                                     | The Game at Radio City                                     |
| 2005   | Sheryl Swoopes                                             | Arrière                                                    | Comets de Houston (2)                                      |                                                            |
| 2006   | Katie Douglas                                              | Arrière                                                    | Sun du Connecticut                                         |                                                            |
| 2007   | Cheryl Ford                                                | Ailière                                                    | Shock de Détroit                                           |                                                            |
| 2008   | Aucun match organisé en raison des Jeux olympiques de 2008 | Aucun match organisé en raison des Jeux olympiques de 2008 | Aucun match organisé en raison des Jeux olympiques de 2008 | Aucun match organisé en raison des Jeux olympiques de 2008 |
| 2009   | Swin Cash                                                  | Ailière                                                    | Storm de Seattle                                           |                                                            |
| 2010   | The Stars at the Sun                                       | The Stars at the Sun                                       | The Stars at the Sun                                       | The Stars at the Sun                                       |
| 2011   | Swin Cash (2)                                              | Ailière                                                    | Storm de Seattle (2)                                       |                                                            |
| 2012   | Aucun match organisé en raison des Jeux olympiques de 2012 | Aucun match organisé en raison des Jeux olympiques de 2012 | Aucun match organisé en raison des Jeux olympiques de 2012 | Aucun match organisé en raison des Jeux olympiques de 2012 |
| 2013   | Candace Parker                                             | Pivot                                                      | Sparks de Los Angeles (5)                                  |                                                            |
| 2014   | Shoni Schimmel                                             | Meneuse                                                    | Dream d'Atlanta                                            |                                                            |
| 2015   | Maya Moore                                                 | Ailière                                                    | Lynx du Minnesota                                          |                                                            |
| 2016   | Aucun match organisé en raison des Jeux olympiques de 2016 | Aucun match organisé en raison des Jeux olympiques de 2016 | Aucun match organisé en raison des Jeux olympiques de 2016 | Aucun match organisé en raison des Jeux olympiques de 2016 |
| 2017   | Maya Moore (2)                                             | Ailière                                                    | Lynx du Minnesota                                          |                                                            |
| 2018   | Maya Moore (3)                                             | Ailière                                                    | Lynx du Minnesota                                          |                                                            |
| 2019   | Erica Wheeler                                              | Meneuse                                                    | Fever de l'Indiana                                         |                                                            |
| 2020   | Aucun match organisé en raison des Jeux olympiques de 2020 | Aucun match organisé en raison des Jeux olympiques de 2020 | Aucun match organisé en raison des Jeux olympiques de 2020 | Aucun match organisé en raison des Jeux olympiques de 2020 |
| 2021   | Arike Ogunbowale                                           | Meneuse                                                    | Wings de Dallas                                            |                                                            |
| 2022   | Kelsey Plum                                                | Meneuse                                                    | Aces de Las Vegas                                          |                                                            |
| 2023   | Jewell Loyd                                                | Meneuse                                                    | Storm de Seattle (3)                                       |                                                            |
| 2024   | Arike Ogunbowale (2)                                       | Meneuse                                                    | Wings de Dallas (2)                                        |                                                            |

## Pour approfondir